# بدرلو
بدرلو، روستایی از توابع بخش مرکزی شهرستان تکاب در استان آذربایجان غربی ایران است.

## مردم
بدرلو نام یکی از طایفه‌های ایل افشار می‌باشد که به زبان ترکی آذربایجانی تکلم می‌کنند.

## جمعیت
براساس سرشماری مرکز آمار ایران در سال ۱۳۹۵، جمعیت آن ۱۰۵ نفر بوده‌است.

## محصولات
محصول آن غلات، بادام، حبوبات و کرچک است
پرورش دام از دیگر مشاغل مهم مردم روستا می‌باشد.

## گردشگری
چمن متحرک چملی در کیلومتر ۱۷ شمال شرقی شهرستان تکاب و در ۳ کیلومتری شرق روستای بدرلو واقع شده‌است. معدن دولومیت در حدود ۲۰۰ متری روستای بدرلو قرار دارد. این معدن در اثر فعالیت محلول‌های حاصل از چشمه‌های آب گرم در واحد دولومیتی جانگوتاران حاصل شده‌است. منشأ این محلول‌های آب گرم احتمالاً به آخرین مراحل فعالیت ماگمایی (تشکیل گنبد داسیتی واحد PLd) در منطقه بر می‌گردد. 
روستای بدرلو دارای اقامتگاه‌های بومگردی مناسبی برای کسانی که می‌خواهند با فرهنگ و آداب و رسوم محلی منطقه آشنا شوند می‌باشد.

## تاریخچه
'اَفشار یا اوشار یکی از ایل‌های ترکمان جزء گروه قومی ترک‌های آذربایجانی هستند. که در زمان شاه اسماعیل صفوی همراه با شش ایل بزرگ از آناتولی عثمانی به ایران آمدند و پایه‌های دودمان صفوی را بنیاد گذاردند. تعداد بسیاری از این ایلها در زمان شاه عباس اول در ایل شاهسون ادغام گشتند.
شاهسون به معنای شاه دوست در واقع نام اتحادی بین ایل‌های طرفدار شاه بود نه نام یک ایل خاص.
در کتاب مرآت البلدان در ص ۲۱۷۳ از آبادی چپقلو شهرستان قیدار بعنوان ملکی «ایلات شاهسون افشار بدرلو» یاد می‌کند و هنوز هم در تقسیمات کنونی کشور در شهرستان قیدار، دهستانی بنام دهستان «قشلاقات افشار» وجود دارد که در حوزه نزدیک به قزل اوزن قرار دارد که مکان جغرافیایی گرمسیر می‌باشد و محل کوچ قشلاقی طوایف افشار بود.